# 關西服務區
關西服務區是台灣一座國道服務區，位於新竹縣關西鎮的服務區。為福爾摩沙高速公路（國道三號）自基隆起點以來的第一個服務區，也是福爾摩沙高速公路第一個正式成立的服務區。里程為76.2k，於1993年8月28日成立，在台灣的高速公路界有著「北關西」的美譽，充滿新竹縣的客家文化特色。設有24小時營業的台灣中油加油站與電動車充電站。

## 規劃
北二高行經路線所在多為山地、丘陵地，使得服務區設置不易。在早期的規劃中，國道高速公路新建工程局多次參考地形、景觀、供應路線、用地面積及先前中山高原有設施的配置，乃對應當時的中壢休息站配置了距基隆起點約57公里的大溪服務區，對應當時的湖口服務區配置了距基隆起點約90公里的竹東服務區，皆採南北分區形式。
然而在設計階段期間，需考量中山高之中壢休息站及湖口服務區的營運狀況，經過多次調查，發現前者停車需求比率偏低，且後者營運狀況甚差，而大溪服務區距台北市僅30公里左右，竹東服務區距新竹市僅16公里，對於上下此二區高速公路之旅客而言，皆可能因距離過近而不入服務區使用。當時經過多次評估，決定將二者合而為一，另從二點之間選一位置適中、景觀優美之地為服務區據點。
經過再三勘查，於主線里程約76.2k處有行政院農業委員會農業試驗所關西工作站用地，此為其北把棟山區往南延伸之突出島狀區域，北臨牛欄河谷，南臨三沌圳河谷，地理上居高臨下，具瞭望之利。在諸多綜合因素考量下，關西服務區於焉出現。

## 細部設計
受到地理上的限制，服務區本身採單向集中式，南北共站，配置於高速公路西北側。
服務區裡面設有駕駛人休息室，讓駕駛人可短暫睡眠，以避免疲勞駕駛釀成事故。
還有一座客家公園，詳述客家人嫁娶習俗。客家餐廳外有一個觀景台，餐廳非常歡迎民眾路過，視野非常廣，往前看去正是壯闊的雪山山脈。

## 基本資料
- 位置：福爾摩沙高速公路76K+180處
- 地址：新竹縣關西鎮東安里11鄰上三屯14號
- 基地總面積23公頃
- 中心建築（餐廳、販賣店、辦公室） 6,080平方公尺
- 營運廠商：新東陽股份有限公司
- 停車場
  - 小型車465位、專用車位11位、親子停車位10位
  - 大客車位81位、聯結車位36位、復康巴士1位、
  - 總計604位
- 加油站
  - 小型車加油機6座
  - 大型車加油機4座
- 充電站
  - 小型車充電車位8位，支援CCS1與CCS2充電插頭
  - 大客車充電車位1位
- 檢修場120平方公尺
- 辦公室120平方公尺
- 宿舍1,000平方公尺
- 公園0.6公頃

## 營業額
以下為關西服務區自2006年以來之年營業額，其中2006年與2007年之年營業額未含營業稅：
|  | 由于已知的技术原因，图表暂时不可用。带来不便，我们深表歉意。 |

|  | 由于已知的技术原因，图表暂时不可用。带来不便，我们深表歉意。 |

## 外部連結
- 新東陽關西服務區
- 北區養護工程分局國道服務區>>關西服務區 （页面存档备份，存于）
- 國道3號 關西服務區 即時影像 - 高速公路資訊網